# Jakob Stüttgen
Jakob Stüttgen (* 11. Mai 1971 in Düsseldorf) ist ein deutscher Koch. 

## Werdegang
Stüttgen ist Sohn des Künstlers und Autors Johannes Stüttgen. Nach seiner Ausbildung ab 1994 im Hotel Traube Tonbach in Baiersbronn ging er 1999 und Restaurant Piere Gagnaire nach Paris und von 2000 bis 2003 ins Haerlin im „Hotel Vier Jahreszeiten“ in Hamburg. Dann wechselte  er nach München ins  „Walter und Benjamin“ und dann in das Restaurant „Blauer Bock“. 
Von 2005 bis 2012 kochte er im Restaurant Terrine in München, das unter seiner Leitung seit 2008 mit einem Michelin-Stern ausgezeichnet wurde. 2010 erreichte die Terrine im Gault-Millau 17 Punkte. Nach seinem Weggang verlor das Restaurant den Stern 2013.
Seit Oktober 2018 kocht er im Restaurant Ludwig 8 in München.

## Auszeichnungen
- 2008 Ein Stern im Guide Michelin
- 2010 Aufsteiger des Jahres vom Gault-Millau